# Epidemia de dengue de 2023 en Perú
La epidemia de dengue de 2023 en Perú fue una epidemia de la enfermedad del dengue, transmitida por el mosquito Aedes aegypti, que inició tras las inundaciones producidas por el paso del ciclón Yaku.

## Contexto
Tras ser erradicado de Perú en 1956, el mosquito Aedes aegypti fue detectado nuevamente en 1984 siendo el primer brote a gran escala en el país andino en 1990 tras detectarse los primeros casos en Iquitos.
En marzo de 2023, el SENAMHI alertó sobre un «ciclón de características tropicales no organizado». Este ciclón, llamado Yaku, llegaría a las costas peruanas provocando inundaciones y lluvias.  A la par, el Perú estaba inmerso en una convulsión social desatado tras el intento de autogolpe de Pedro Castillo en diciembre de 2022. El Instituto Nacional de Salud (INS) alertó que se debía tomar medidas para contrarrestar el aumento de casos de dengue ante la llegada del Ciclón Yaku. Para entonces, se había reportado casos de dengue en el departamento de Áncash, dos personas fallecidas en el departamento de Ica y cuatro en el departamento de San Martín.

## Desarrollo
El 14 de diciembre de 2022, el MINSA, bajo el liderazgo de Rosa Gutiérrez, verificó la presencia de casos de dengue en el nororiente peruano a la par que se desarrollaba la quinta ola de la pandemia del coronavirus. El 12 de marzo, el Ministerio de Salud (MINSA) informó que hasta dicha fecha, con respecto a 2023, se habían reportado 26 personas fallecidas por la enfermedad y que se enviaría equipos a los lugares afectados. La región más afectada, entonces, era el departamento de Ucayali con 4159 casos, seguido de Loreto con 3713 y Piura con 2486 casos reportados. El 15 del mismo mes, el MINSA reportó que en Ucayali el número de casos era de 4767, seguido de Loreto con 4386 y Piura con 3030 casos. En el departamento de Lambayeque se dispuso del uso de pruebas rápidas para el diagnóstico de dengue. El 29 de marzo, la Dirección Regional de Salud de Piura informó la muerte de 3 personas por dengue. El Colegio Médico de Piura informó que las lluvias e inundaciones habían creado las condiciones idóneas para el aumento de casos de dengue. Para el 31 de dicho mes, el MINSA realizó la fumigación de 700 viviendas en Lurigancho-Chosica. El MINSA informó la contratación de más de 3500 técnicos y la adquisición de insumos para frenar la propagación del dengue. Se transfirió a las regiones un monto de S/.16 210 071 de soles.
El 12 de mayo, la ministra de salud Rosa Gutiérrez anunció la creación de un Grupo de Expertos contra el Dengue. A través del Decreto Supremo n.° 009-2023-SA, el gobierno peruano amplió la declaratoria de emergencia por dengue por un plazo de 120 días desde el 25 de mayo en los departamentos de Amazonas, Áncash, Ayacucho, Cajamarca, Cusco, Huánuco, Ica, Junín, La Libertad, Lambayeque, Lima, Loreto, Madre de Dios, Pasco, Puno, Piura, San Martín, Tumbes, Ucayali y el Callao. El 18 de mayo, la ministra de salud anunció que "estamos haciendo frente al dengue y en 15 días te prometo que vamos a tener que resolver esto".
A inicios de junio de 2023, el Grupo de Expertos contra el Dengue fue desactivado. En su balance por los seis meses de gestión, la presidenta Dina Boluarte detalló que se asignó más de 50 millones de soles y se desplegó cerca de 2600 profesionales de la salud para la atención del dengue. Debido al aumento de casos de dengue en Piura, el alcalde de la provincia de Piura, Gabriel Madrid, exigió la renuncia de la ministra de salud a quien tildó de ineficiente. El alcalde del distrito piurano de Miguel Checa denunció que las postas médicas habían colapsado por la cantidad de pacientes. Además, se denunció que más de 2900 profesores piuranos se habían infectado, debido a esto se dispuso la implementación de las clases virtuales. A través del comunicado Nº 26-2023/Drep.Piura, se dispuso la ampliación de las clases virtuales en Piura hasta el 19 de junio. En Lambayeque, se reportó el nacimiento de un bebé contagiado de dengue. La madre estaba infectada de la enfermedad. Además, se reportó el fallecimiento del primer policía por dengue en Chiclayo. Mientras tanto, se dispuso el despliegue del ejército y la policía para los procesos de limpieza, erradicación y fumigación en Lambayeque y Tumbes. Las embajadas de Estados Unidos, Chile e Italia llamaron al Ministerio de Comercio Exterior y Turismo para conocer la situación del brote del dengue y expresar su preocupación ante la situación.
Para mediados de junio de 2023, reportes no oficiales databan en más de 230 los fallecidos por dengue, sin embargo, el MINSA informó de 146 víctimas por la enfermedad. El Perú se convirtió en el país con la mayor tasa de muertes por millón de habitantes por dengue en América. Según la Organización Panamericana de la Salud, el Perú tenía la segunda tasa de letalidad más alta del continente (0.15) por detrás de Venezuela (0.17); ocupando, además, el segundo lugar en número de casos después de Brasil.
EsSalud anunció la creación de un repelente contra el mosquito transmisor del dengue. El MINSA anunció la habilitación de la Villa Panamericana para atender los casos de dengue. Sin embargo, se denunció que la referida instalación no contaba con las condiciones necesarias para atender los pacientes. Se reportó la fumigación del penal de Trujillo. El gobierno regional de Lambayeque dispuso de 28 millones de soles para combatir el dengue.
El 15 de junio de 2023, la ministra de salud presentó su renuncia después de ser aprobada su interpelación en el congreso. La presidenta Dina Boluarte aceptó su renuncia. Por otra parte, se anunció la identificación de tres serotipos de dengue presentes en el Perú. En reemplazo de la ministra saliente, César Vásquez Sánchez asumió el cargo de ministro de salud. En Ucayali, Boluarte reconoció que "el dengue nos ha ido ganando".
Víctor Torres Anaya, jefe de la Gerencia Regional de Salud-Lambayeque informó que el genotipo más agresivo (denominado "cosmopolitan") del dengue había sido detectado en Lambayeque. En Piura, se realizaron fumigaciones. Por su parte, las "brigadas de salud" contra el dengue desfilaron en Tumbes con el objetivo de sensibilizar a la población. Para el 26 de junio, se registró más de 100 muertos y alrededor de 50 mil casos de dengue en Piura. Además, se informó la detección de la variante "cosmopolitan" en Piura. Se reportó la llegada a Piura desde México del doctor Gustavo Sánchez Tejeda, como parte del apoyo contra el dengue de la Organización Panamericana de la Salud (OPS). En Tumbes, se registraron más de 3.200 casos de dengue. La viceministra de salud, Karim Pardo, informó que "los casos de dengue están disminuyendo".
Hasta octubre de 2023, se registraron 268 000 casos de infecciones y 441 personas fallecidas, siendo considerada la peor epidemia de dengue de la historia peruana. Resulta importante mencionar que la OMS aprobó una vacuna eficaz  para proteger a niños y adolescentes entre 6 a 16 años, pero el gobierno peruano no ha presupuestado dicha compra.  A noviembre del mismo año aumentó la cifra de fallecidos a 445. Además, el ministro de salud indicó que fue el peor registro de fallecidos desde el resurgimiento de la enfermedad desde hace 4 décadas.